# Io, Elvis Riboldi
Io, Elvis Riboldi (in francese, Moi, Elvis; in catalano, Jo, Elvis Riboldi) è una serie franco-spagnola del 2020 prodotta da Peekaboo Animation, Wuji House, Insomne Estudi e WatchNext Media, in collaborazione con Televisió de Catalunya, Télétoon+ e Canal+ Family, basata sulla collana di 11 libri scritti da Bono Bidari e pubblicati da La Galera in Spagna, Hachette in Francia e Sironi editore in Italia.
La serie viene trasmessa in anteprima mondiale il 6 gennaio 2020 su DeA Kids, mentre in Francia debutta il 1 settembre 2020, in contemporanea su Télétoon+ e Canal+ Family. In Italia viene trasmessa in chiaro su Super!.

## Trama
Elvis Riboldi è un bambino di 12 anni iperattivo, inquieto e avventuroso, che si mette sempre nei guai insieme ai suoi amici Boris Nusrat ed Emma Foster. Vive nella città di Icaria con i genitori Leonida e Irlanda e non va molto bene a scuola.

## Personaggi e doppiatori
| Personaggio         | Doppiatore italiano |
| ------------------- | ------------------- |
| Elvis Riboldi       | Fabrizio Valezano   |
| Boris Nusrat        | Simone Lupinacci    |
| Emma Foster         | Giulia Bersani      |
| Lagunilla           | Lorenzo Gallino     |
| Leonida Riboldi     | Giorgio Bonino      |
| Irlanda Riboldi     | Elda Olivieri       |
| Jennifer            | Matteo Brusamonti   |
| Professor Pinkerton | Luca Ghignone       |

## Episodi
| n° | Titolo originale                                     | Titolo italiano                                                 | Prima TV Italia  | Prima TV Francia  |
| -- | ---------------------------------------------------- | --------------------------------------------------------------- | ---------------- | ----------------- |
| 1  | I, Elvis Riboldi, and the Boy Genius                 | Io, Elvis Riboldi e i piccoli geni                              | 6 gennaio 2020   | 1 settembre 2020  |
| 2  | I, Elvis Riboldi, and Emma Superstar                 | Io, Elvis Riboldi e Emma la Superstar                           | 6 gennaio 2020   | 2 settembre 2020  |
| 3  | I, Elvis Riboldi, Incorporated                       | Io, Elvis Riboldi e il chiosco della limonata                   | 7 gennaio 2020   | 2 settembre 2020  |
| 4  | I, Elvis Riboldi, Go Camping                         | Io, Elvis Riboldi e il campeggio                                | 7 gennaio 2020   | 1 settembre 2020  |
| 5  | I, Elvis Riboldi, and the Pinkerton School           | Io, Elvis Riboldi e la scuola privata                           | 8 gennaio 2020   | 3 settembre 2020  |
| 6  | I, Elvis Riboldi, and the Fist of Fury               | Io, Elvis Riboldi e lo studente trasferito                      | 9 gennaio 2020   | 1 settembre 2020  |
| 7  | I, Elvis Riboldi, and My Neighbours, the Bloods      | Io, Elvis Riboldi e i vicini vampiri                            | 10 gennaio 2020  | 2 settembre 2020  |
| 8  | I, Elvis Riboldi, and the Miracle Drink              | Io, Elvis Riboldi e la bevanda miracolosa                       | 13 gennaio 2020  | 2 settembre 2020  |
| 9  | I, Elvis Riboldi, Get Homeschooled                   | Io, Elvis Riboldi e l'insegnante privata                        | 14 gennaio 2020  | 2 settembre 2020  |
| 10 | I, Elvis Riboldi, Move Out of My Parents             | Io, Elvis Riboldi e la casa sull'albero                         | 15 gennaio 2020  | 1 settembre 2020  |
| 11 | I, Elvis Riboldi, and the Striped Bandits            | Io, Elvis Riboldi e i procioni                                  | 16 gennaio 2020  | 1 settembre 2020  |
| 12 | I, Elvis Riboldi, and the Already Lived Day          | Io, Elvis Riboldi e il loop temporale                           | 17 gennaio 2020  | 3 settembre 2020  |
| 13 | I, Elvis Riboldi, and the Serious Case of Chickenpox | Io, Elvis Riboldi e il super-virus                              | 20 gennaio 2020  | 3 settembre 2020  |
| 14 | I, Elvis Riboldi, Smell                              | Io, Elvis Riboldi, e il mio profumo personale                   | 22 giugno 2020   | 3 settembre 2020  |
| 15 | I, Elvis Riboldi, and the Wrong Man                  | Io, Elvis Riboldi, e il galeotto                                | 23 giugno 2020   |                   |
| 16 | I, Elvis Riboldi, and the Curse of the Bloods        | Io, Elvis Riboldi, e la maledizione dei Bloods                  | 24 giugno 2020   | 4 settembre 2020  |
| 17 | I, Elvis Riboldi, and the Time Machine               | Io, Elvis Riboldi, e la macchina del tempo                      | 25 giugno 2020   | 4 settembre 2020  |
| 18 | I, Elvis Riboldi, and Miss Jennibot                  | Io, Elvis Riboldi, e Miss Jennibot                              | 26 giugno 2020   | 4 settembre 2020  |
| 19 | I, Elvis Riboldi, and Murphy the Extraterrestrial    | Io, Elvis Riboldi, e Murphy l'extraterrestre                    | 29 giugno 2020   | 4 settembre 2020  |
| 20 | I, Elvis Riboldi, am a Superhero                     | Io, Elvis Riboldi, sono un Supereroe                            | 30 giugno 2020   |                   |
| 21 | I, Elvis Riboldi, and the Elvis Impersonator         | Io, Elvis Riboldi, e il mio sosia                               | 1 luglio 2020    | 5 settembre 2020  |
| 22 | I, Elvis Riboldi, and the Three-Wish Monkey          | Io, Elvis Riboldi, e la scimmia dei 3 desideri                  | 2 luglio 2020    | 5 settembre 2020  |
| 23 | I, Elvis Riboldi, am Boris's Best Friend             | Io, Elvis Riboldi, e il miglior amico di Boris                  | 3 luglio 2020    | 8 settembre 2020  |
| 24 | I, Elvis Riboldi, Am at the Movies                   | Io, Elvis Riboldi, e... azione!!                                | 6 luglio 2020    |                   |
| 25 | I, Elvis Riboldi, Am a Family Man                    | Io, Elvis Riboldi, sono un uomo di famiglia                     | 7 luglio 2020    | 6 settembre 2020  |
| 26 | I, Elvis Riboldi, Take Care of Business              | Io, Elvis Riboldi e le regole del business                      | 8 luglio 2020    | 7 settembre 2020  |
| 27 | I, Elvis Riboldi, on the Campaign Trail              | Io, Elvis Riboldi e la campagna elettorale                      | 9 novembre 2020  | 6 settembre 2020  |
| 28 | I, Elvis Riboldi, and Jennifer's Amnesia             | Io, Elvis Riboldi e l'amnesia di Miss Jennifer                  | 9 novembre 2020  | 7 settembre 2020  |
| 29 | I, Elvis Riboldi, and the Karaoke Contest            | Io, Elvis Riboldi e la gara di karaoke                          | 10 novembre 2020 | 7 settembre 2020  |
| 30 | I, Elvis Riboldi, Am a Matchmaker                    | Io, Elvis Riboldi e l'appuntamento al buio                      | 10 novembre 2020 | 7 settembre 2020  |
| 31 | I, Elvis Riboldi, and the Triple Threat              | Io, Elvis Riboldi e la tripla minaccia                          | 11 novembre 2020 | 8 settembre 2020  |
| 32 | I, Elvis Riboldi, and Señor Monkey                   | Io, Elvis Riboldi e senor scimmia                               | 11 novembre 2020 | 6 settembre 2020  |
| 33 | I, Elvis Riboldi, and Grandpa Riboldi                | Io, Elvis Riboldi e Nonno Riboldi                               | 12 novembre 2020 | 8 settembre 2020  |
| 34 | I, Elvis Riboldi, and Auntie Florence                | Io, Elvis Riboldi e zia Florence                                | 12 novembre 2020 | 8 settembre 2020  |
| 35 | I, Elvis Riboldi, Get Super Smart                    | Io, Elvis Riboldi, divento super-intelligente                   | 13 novembre 2020 | 7 settembre 2020  |
| 36 | I, Elvis Riboldi, and the Cabin by the Lake          | Io, Elvis Riboldi e quella villa accanto al lago                | 13 novembre 2020 | 8 settembre 2020  |
| 37 | I, Elvis Riboldi, and the Elvis Insurance            | Io, Elvis Riboldi e l'assicurazione Elvis                       | 16 novembre 2020 | 9 settembre 2020  |
| 38 | I, Elvis Riboldi, Break Benny                        | Io, Elvis Riboldi, sono una cattiva influenza                   | 16 novembre 2020 | 9 settembre 2020  |
| 39 | I, Elvis Riboldi, Master of the House                | Io, Elvis Riboldi, mi prendo cura della mamma                   | 17 novembre 2020 | 9 settembre 2020  |
| 40 | I, Elvis Riboldi, and my Adventures at Babysitting   | Io, Elvis Riboldi e la babysitter                               | 17 novembre 2020 | 9 settembre 2020  |
| 41 | I, Elvis Riboldi, and a very Elvis Xmas              | Io, Elvis Riboldi e il mio canto di Natale                      | 18 novembre 2020 | 9 settembre 2020  |
| 42 | I, Elvis Riboldi, and a Very Elvis Halloween         | Io, Elvis Riboldi e la notte del terrore                        | 18 novembre 2020 | 10 settembre 2020 |
| 43 | I, Elvis Riboldi, Pet Detective                      | Io, Elvis Riboldi, detective degli animali                      | 19 novembre 2020 | 10 settembre 2020 |
| 44 | I, Elvis Riboldi, the Mailman                        | Io, Elvis Riboldi, il postino                                   | 19 novembre 2020 |                   |
| 45 | I, Elvis Riboldi, Bring Anarchy to Icaria            | Io, Elvis Riboldi e l'anarchia a Icaria                         | 20 novembre 2020 |                   |
| 46 | I, Elvis Riboldi, Am an Artist                       | Io, Elvis Riboldi, sono un artista                              | 20 novembre 2020 | 10 settembre 2020 |
| 47 | I, Elvis Riboldi, and the Yearbook                   | Io, Elvis Riboldi e la foto dell'annuario                       | 23 novembre 2020 |                   |
| 48 | I, Elvis Riboldi, and Pinkerton's Ruin               | Io, Elvis Riboldi e la rovina dei Pinkerton                     | 23 novembre 2020 |                   |
| 49 | I, Elvis Riboldi, Fight Puberty                      | Io, Elvis Riboldi, contro la pubertà                            | 24 novembre 2020 |                   |
| 50 | I, Elvis Riboldi, Spice Up My Parents' Life          | Io, Elvis Riboldi e il mio manuale di divertimento per genitori | 24 novembre 2020 |                   |
| 51 | I, Elvis Riboldi, the Videogame                      | Io, Elvis Riboldi e Icaria: il videogioco                       | 25 novembre 2020 |                   |
| 52 | I, Elvis Riboldi, and... Emma leaves!                | Io, Elvis Riboldi e... Emma se ne va!                           | 25 novembre 2020 |                   |